# Холцбунге
Холцбунге (њем. Holzbunge) општина је у њемачкој савезној држави Шлезвиг-Холштајн. Једно је од 165 општинских средишта округа Рендсбург. Према процјени из 2010. у општини је живјело 321 становника. Посједује регионалну шифру (AGS) 1058081.

## Географски и демографски подаци
Холцбунге се налази у савезној држави Шлезвиг-Холштајн у округу Рендсбург. Општина се налази на надморској висини од 19 метара. Површина општине износи 5,2 km². У самом мјесту је, према процјени из 2010. године, живјело 321 становника. Просјечна густина становништва износи 62 становника/km².